# Sources d’Arcier
Koordinaten: 47° 16′ 1″ N, 6° 7′ 15,8″ O
Die Sources d’Arcier (dt.Quellen von Arcier) sind mehrere Karstquellen nordöstlich von Besançon in der Gemeinde Vaire im Département Doubs in der Region Bourgogne-Franche-Comté in Frankreich.

## Geographie

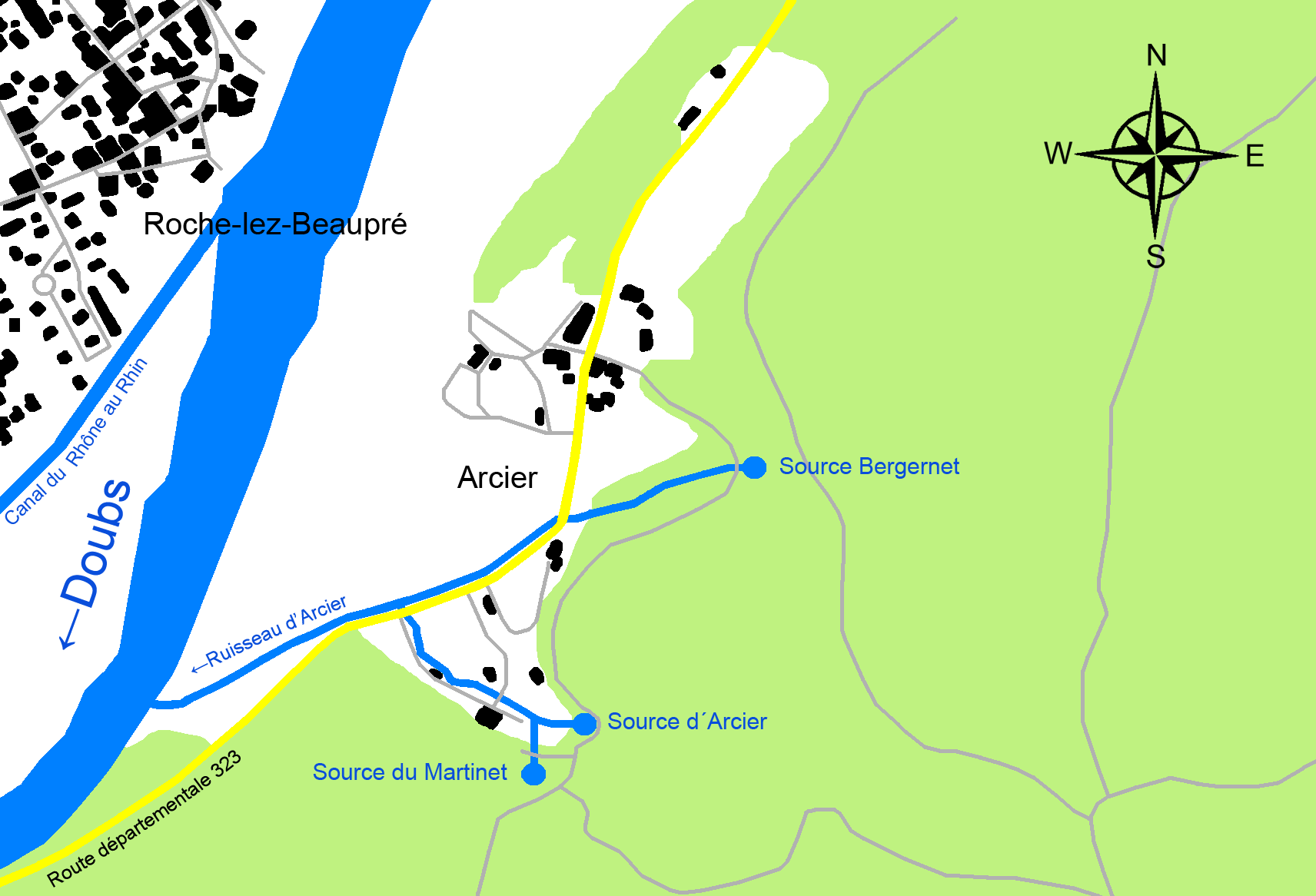
Karte der Quellen von Arier

Die Karstquellen liegen auf 275 m am nördlichen Rand des Jura am linken Ufer des Doubs. Sie befinden sich in einem Waldgebiet am Ortsrand des Gemeindeteils Arcier. Die beiden größten Quellen sind die Source Bergeret und die Source du Martinet. Der längere Ruisseau Bergeret und der wasserreichere Ruisseau d’Arcier sind die beiden den Quellen entspringenden Bäche. Sie vereinigen sich nach etwa 300 m an der Départementsstraße 323 und münden danach in den Doubs. Das etwa 100 km² große Einzugsgebiet der Quellen von Arcier ist die Hochebene von Saône.

## Geschichte

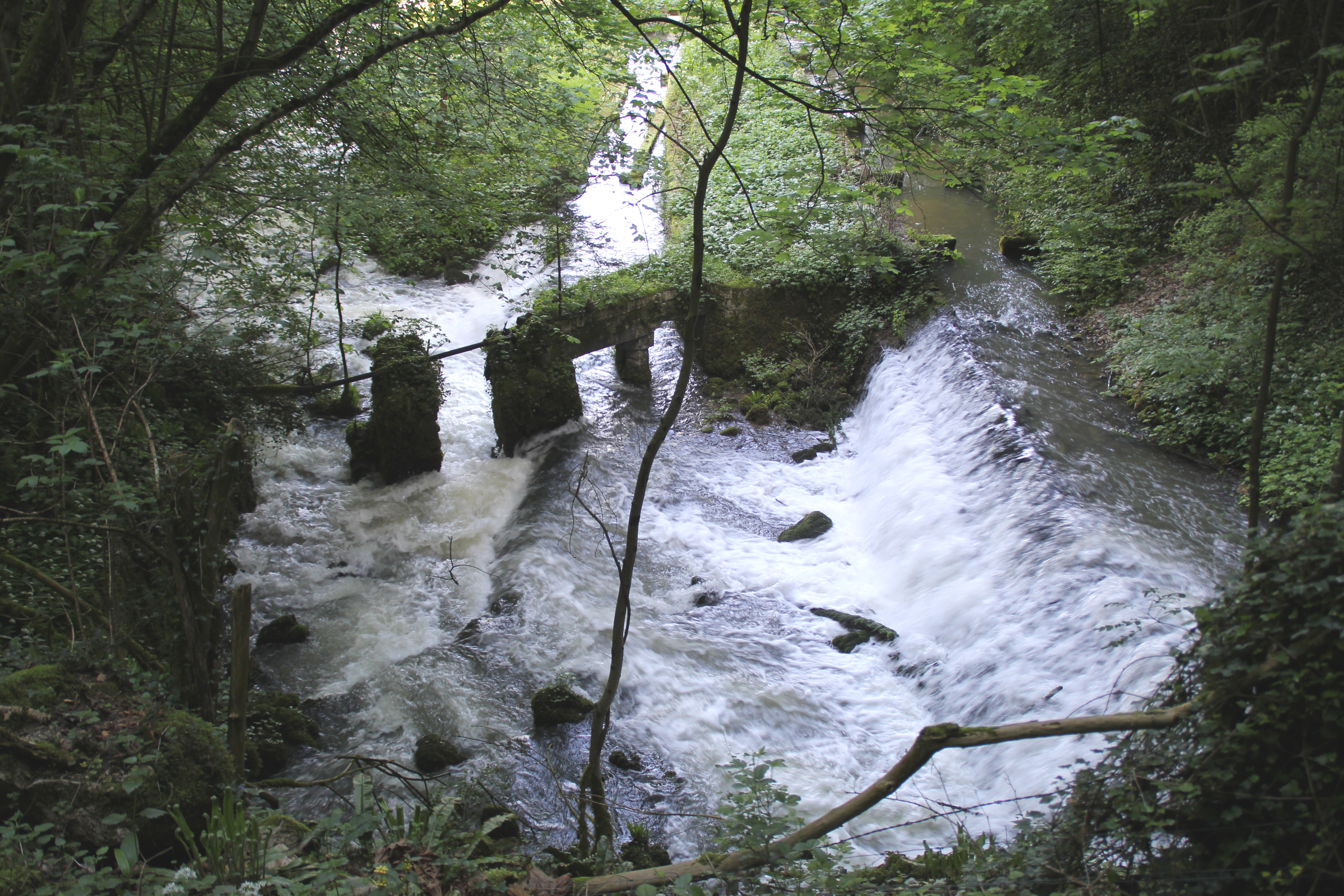
Der Beginn des Aquädukts an der Source Arcier

Schon seit der antiken Römerzeit wurde das Wasser der Quellen von Arcier gefasst. Das Quellwasser wurde im Jahr 170 über ein Aquädukt, das Mitte des 5. Jahrhunderts zerstört wurde, von den Karstquellen nach Vesontio (heute Besançon) geleitet. Das Aquädukt hatte ein Gefälle von 22 m auf 12 km.
Zwischen 1850 und 1854 wurde eine neue Wasserleitung nach Besançon, in den Château d'eau de la source d'Arcier (dt.Wasserturm der Quellen von Arcier), errichtet. Das Wasser wird heute direkt in der Quellhöhle der Source du Martinet entnommen.
Die Quellen betrieben früher eine Pulvermühle, welche später zu einer Kapelle umgebaut wurde.

## Flora
In den Wäldern um die Quellen wächst Bärlauch.

## Bildergalerie

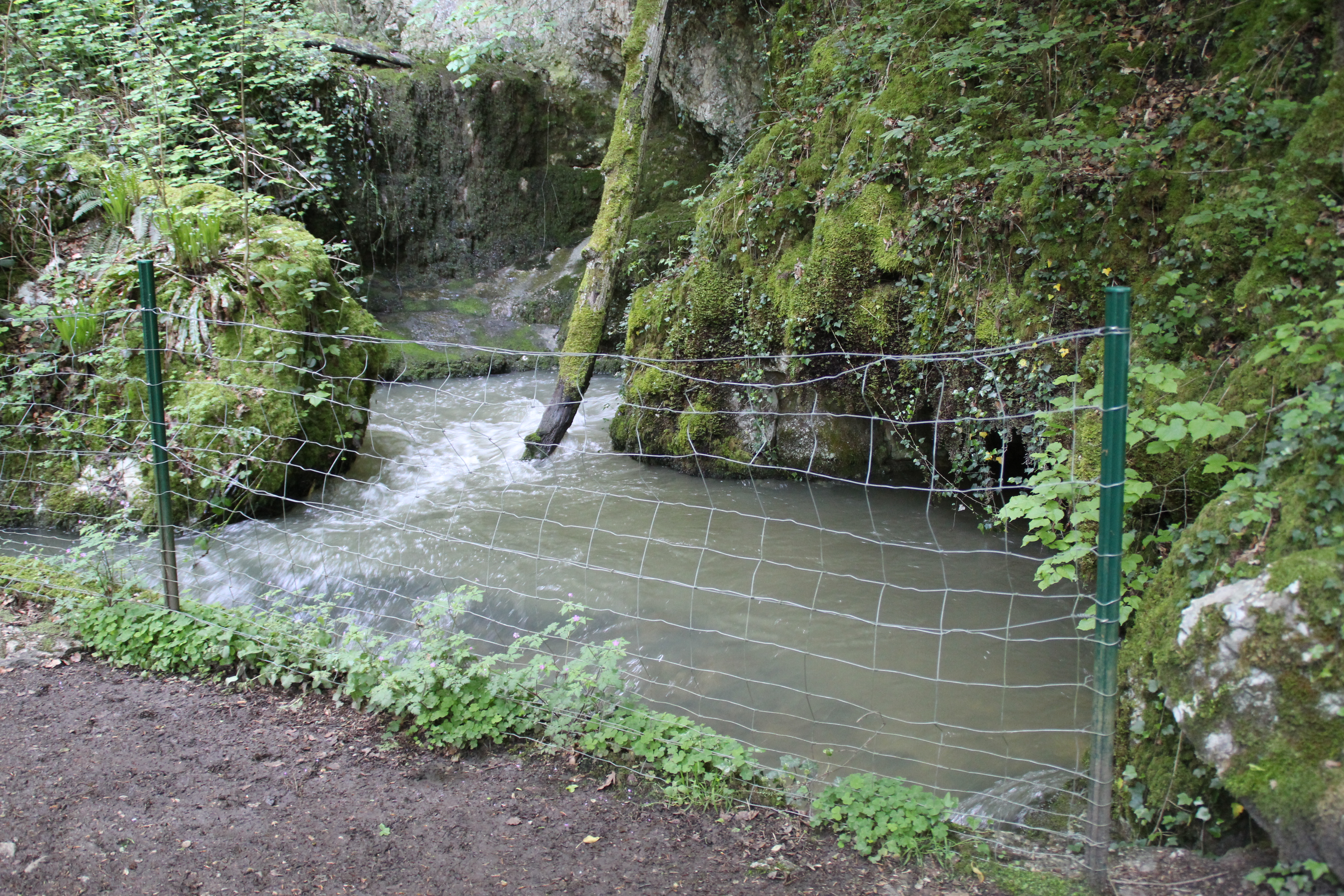
Source Bergeret
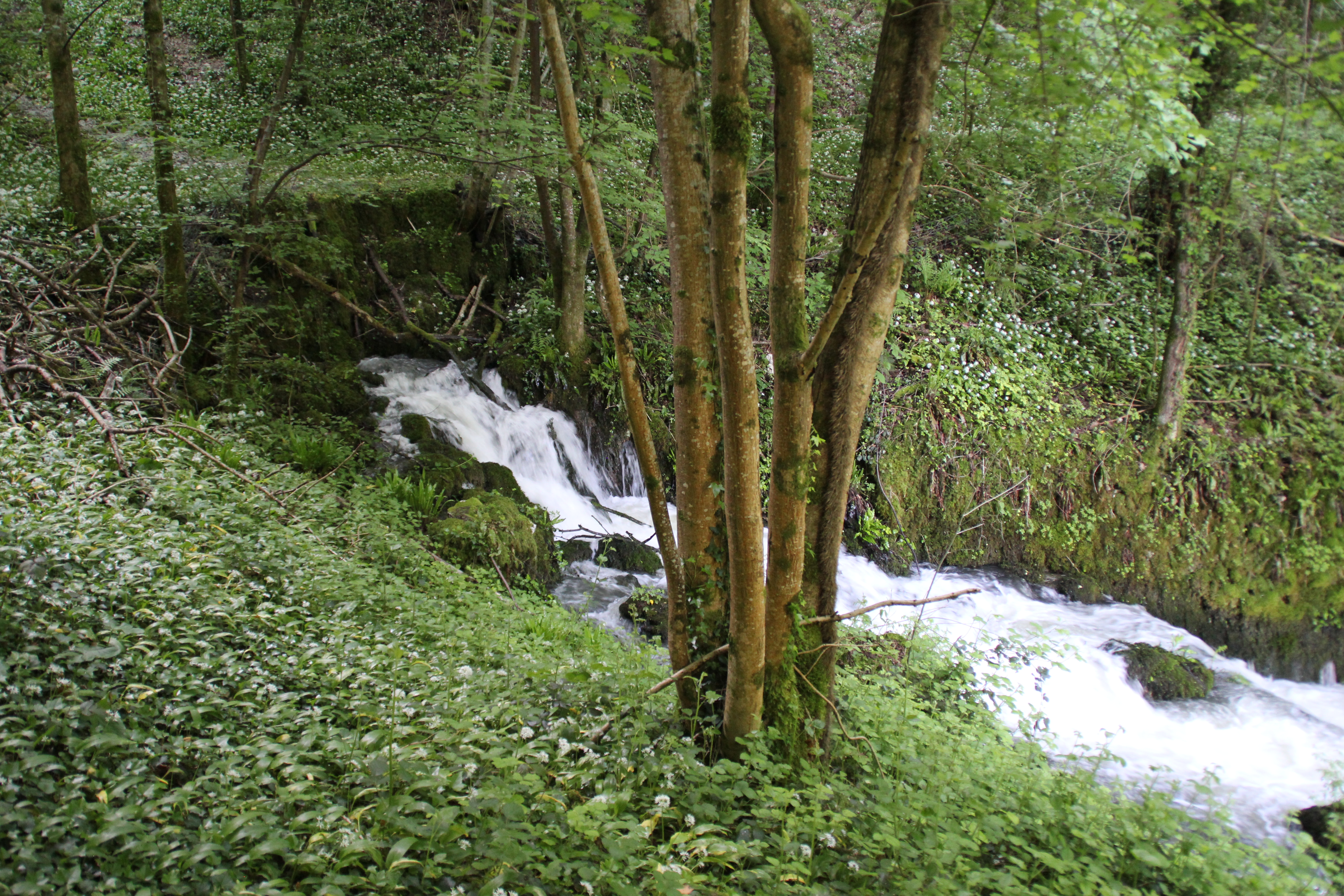
Source Arcier
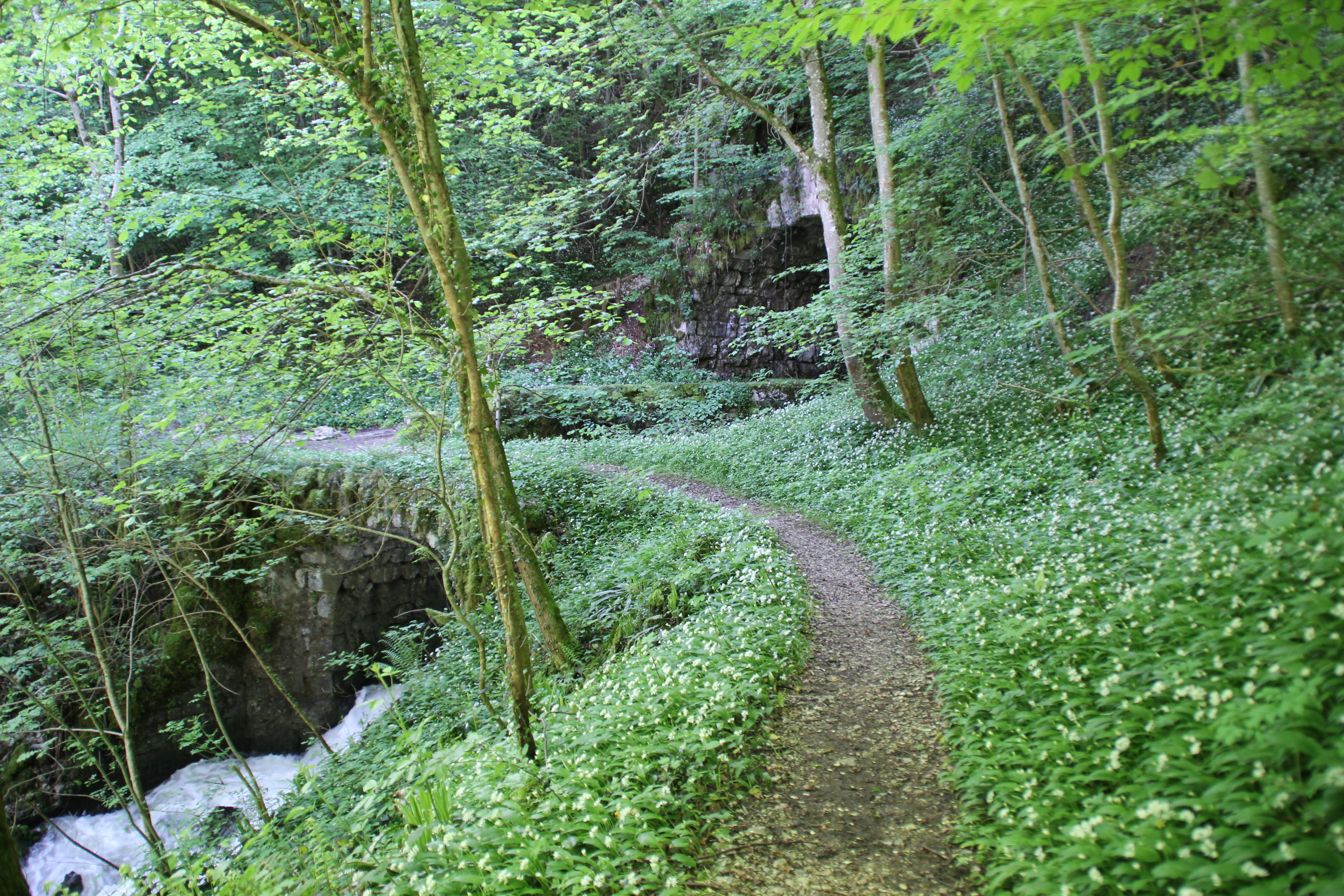
Bärlauch an der Source du Martinet